# Вайнман-Стожарова, Галина Моисеевна
Галина Моисеевна Вайнман-Стожарова (12 января 1940, Ленинград — 6 июня 2012, Санкт-Петербург) — российский художник, живописец. Её родители являлись скульпторами.

## Биография
Галина Вайнман-Стожарова родилась в 1940 году в артистической семье. Родители художницы — скульпторы Мария Харламова и Моисей Вайнман, получившие образование у А. Т. Матвеева.
Галине был год, когда началась война, семья была на преддипломной практике в Кривом Роге. В августе 1941 года их эвакуировали в Гурьевск, а оттуда в апреле 1942 — выехали в Самарканд, где находился Институт живописи, скульптуры и архитектуры имени Ильи Репина (Ленинградская Академия Художеств). В 1944 году семья вернулась в Ленинград. Первое время жили в одной из мастерских Ленинградской Академии Художеств, так как дом в Лигово во время войны сгорел. Позже переехали в мансарду дома 16, на 8-й линии Васильевского острова, где М. А. Вайнман и М. М. Харламова творчески работали, пока не получили мастерскую. В жизни семьи главным было творчество. Галина с детства видела как в результате огромного внутреннего напряжения рождается настоящее искусство. Одновременно с этим, было очевидно, что твердо выработанные принципы в искусстве и полная осознанность своих творческих позиций — это даётся не просто. У М. А. Вайнмана начались серьёзные проблемы с сердцем. Врачи предупреждали что ему нельзя работать. Он сказал — если мне не работать, то мне и жить не нужно. И продолжал упорно работать — вскоре он умер от инфаркта.
Как личность и художник Вайнман-Стожарова сформировалась под влиянием отца, скульптора Моисея Вайнмана, который видя у дочери дар, не советовал ей поступать в художественный ВУЗ, а работать так сказать «в стол». Он не хотел чтобы её непосредственность стёрлась при обучении. Вайнман-Стожарова вспоминала, что в доме постоянно звучала классическая музыка, была обширная библиотека книг по искусству. М. А. Вайнман уделял большое внимание духовному развитию (в частности, посещению Эрмитажа и Ленинградской Филармонии). Родители непрерывно занимались творчеством и Галина рисовала рядом с ними. Отец никогда не делал замечаний к её детским рисункам. Он научил её быть естественной, быть самой собой.
В 1957 году Вайнман-Стожарова поступает в Ленинградский Государственный Университет. Позже она поступает в ЛХУ им. В. А. Серова (Санкт-Петербургское художественное училище имени Н. К. Рериха).
В течение 1960х-1970х годов Вайнман-Стожарова работает в основном «в стол», примкнув к движению неофициального искусства «ленинградский андеграунд». В 1961 году — поездка по Закарпатью. 1962—1965 гг. — поездки по Прибалтике.
С 1965 года участвует в квартирных выставках.
У Вайнман-Стожаровой был девиз «Надо кормить искусство». Она работала на разных работах, чтобы покупать краски и писать. Есть краски, и художница едет на этюды, пишет с утра и до позднего вечера. Сохранилась надпись на обороте пейзажа «Крюков канал» (2001): «Так помни же, Галя, чего стоила тебе эта работа». С необычайным увлечением Вайнман-Стожарова писала яблоки и цветы, варьируя их с различными предметами в натюрмортах. Начиная с ранней весны и до поздней осени постоянно писала Ленинград (Санкт-Петербург). С 1966 года в летнее время также работала на природе, на даче в Рощино.
Как писал о Вайнман-Стожаровой Анатолий Заславский: «Однажды познав радость называть все окружающее языком своего искусства, Галина Вайнман-Стожарова много работает. Сильный рисующий контур отбирает в натуре самое главное: большую форму, характерный силуэт и ритмический строй объекта. Цвет не ищет каких-либо промежуточных переживаний и их нюансов. Цвет используется во всю силу. Он рассказывает об абсолютных возможностях объекта. Природа в работах Галины Вайнман-Стожаровой живёт в великом покое никогда не уходящего лета».
В 90-х годах Вайнман-Стожарову начинают приглашать принимать участие в выставках музейных и в выставочных залах города. Художница практически не продавала свои работы и не слишком стремилась делать выставки, даже когда это стало возможным. Известность и резонанс её мало интересовали.
В 2007 году в Санкт-Петербурге состоялись сразу две персональные выставки Вайнман-Стожаровой — выставка «Галина Вайнман-Стожарова. Живопись.», в Музее Нонконформистского Искусства и выставка «Неуходящее лето» в Государственном Музее Санкт-Петербурга. На экспозициях выставок были представлены все жанры творчества художницы — городские и сельские пейзажи, портреты, натюрморты, работы с обнажённой моделью, выполненные в течение последних 30-ти лет.
Натюрморты и пейзажи Вайнман-Стожаровой были также широко представлены на выставке «Художественные династии. Династия Вайнман-Харламова»/Выставка длинною в Век", проходившей в Центральном выставочном зале «Манеж» в Санкт-Петербурге в 2001 году.
В течение 1990-х-2000-х годов Вайнман-Стожарова неоднократно выставлялась в Центральном выставочном зале «Манеж» как мини-персональными выставками на Международной биеннале «Диалоги», так и участием в тематических выставках.
В 2010 году в Центральном выставочном зале «Манеж» (Малый зал) состоялась персональная выставка Вайнман-Стожаровой «Крупным планом», приуроченная к 70-летию художницы. На экспозиции были представлены работы с обнажённой моделью, пейзажи Петербурга и натюрморты. В Музее Нонконформистского Искусства, в 2013 году, была представлена выставка «Молодость и свобода», на которой экспонировался один жанр творчества Вайнман-Стожаровой — работы с обнажённой моделью. Название выставки было продиктовано творческим кредо художницы.
Когда во время вернисажа выставки в 2007 году Вайнман-Стожарову спросили о её педагогах, она ответила — Третий этаж Эрмитажа, архитектура — когда идешь по городу — то весь преобразуешься, красивые девушки (модели), Нева — то есть пейзажи и родители (я жила в атмосфере благородства). Это не благородство в житейском понятии, а в образном восприятии жизни, где все облагорожено присутствием искусства в быту. И не только присутствием, руководством этого искусства всей жизнью семьи. Меня сейчас рассматривают как феномен, а это просто результат моей жизни, моих духовных поисков, моего труда, мучений, страданий по жизни.
В 1990-х и 2000-х годах Вайнман-Стожарова работает с большой самоотдачей. В живописных работах этого периода особенно ощущается энергетика и напряжённый пластический язык. Свобода в выявлении формы и цвета — результат огромного внутреннего напряжения. Художница ясно мыслила цветом и линией. В творчестве Вайнман-Стожаровой, при остроте восприятия, огромной внутренней экспрессии и напряжённости формы, воплотилась вечно молодая энергия художницы.
Галина Вайнман-Стожарова рассказывала о своём творчестве:
- «Я за натуральность. Творчество — это энергетическая отдача. Я люблю солнце, тепло и волю. Цель творчества для меня — передача теплового заряда. Люблю закаляться, купаться в холодной воде. Люблю глубокие августовские ночи с большими звездами. Очень люблю красивые народные игрушки — деревянные, цветные и елочные, их ликование. Люблю в людях детскую наивность. Не люблю прагматизм, расчетливость. Люблю листья, улочки, светло-голубое небо, дома, освещенные весенним солнцем. И ещё я люблю улыбающихся людей. Улыбки»[5].

Вайнман-Стожарова являлась членом Санкт-Петербургского Союза художников, членом Международной федерации художников ЮНЕСКО IFA, Товарищества «Свободная культура».

## Творческий метод
Историк искусства А. Г. Раскин отмечал высокую экспрессивную выразительность работ Вайнман-Стожаровой. Безоглядная смелость — основа живописи художницы. Темпераментность цвета включается в геометризованно-пластическую форму. Широкая линия контура локализует цветовое решение. В работах широко представлены виды Петербурга, портреты, обнаженные модели, натюрморты. Городские пейзажи, выполненные словно с полетной точки зрения, крепко выстроены плоскостями фасадов, водными артериями, мостами и набережными города. Цветовая гамма отражает как «мелодику» белой ночи, так и раскаленность летнего дня. Натюрморты отличаются лаконичностью и живописной яркостью. В свободной трактовке, линией, формируется пластика предметов. В портретах художница с большой четкостью выявляет характерные черты лица, энергично прорисовывает образ, особое внимание уделяется глубине взгляда, трактовке глаз. В работах с обнаженной моделью главное для автора — выявление пластического начала с помощью контура, который резко очерчивает объемную форму, фиксирует сложные движения. Характер и темперамент модели выражаются фиксацией пластики движения фигуры, и энергично прорисованными чертами лица.
Искусствовед Л. А. Скобкина, анализируя творчество Вайнман-Стожаровой, отмечает, что художница строит городской пейзаж, обрамляя цветовую заливку конструкцией из горизонталей-вертикалей. Цвета не сближены, а скорее противопоставлены друг другу. Изображение условно, однако уголки Петербурга узнаваемы и трогательны. В деревенских пейзажах напротив — мягкая гармония цветов, сближенность цветовых переходов. Здесь отражены покой и тишина природы. В натюрмортах используется метод плотной заливки и локальный цвет. Иногда в предметных натюрмортах художница приближается к натуре, в то время как в натюрмортах с букетами цветов напротив наблюдается максимальное обобщение. Изображения обнаженной натуры стоят несколько обособленно в творчестве Вайнман-Стожаровой. Здесь главным является гибкая линия, которая стремится свести к некой формуле красоту форм женского тела. Многие работы отличаются ярким фовистским колоритом и экспрессивной цветовой штриховкой, а также смелыми скульптурными формами и мощными силуэтами. По мнению Л. А. Скобкиной, «цвет передает не внешнее, но внутреннее… выявляет свойства натуры… выводя жанр „ню“ на уровень психологического портрета». Вайнман-Стожарова никогда не занималась скульптурой, однако в работах художницы явно прослеживается влияние Матвеевской школы. А. Т. Матвеев говорил — Мне кажется, что основное качество художника — это воображение(…) Воображение нам нужно не для того, чтобы делать фантастические вещи, но для того чтобы осмысливать действительность.
Искусствовед И. С. Белят, описывая творчество Галины Вайнман-Стожаровой, отмечает, что художница плавной линией словно вырезает фигуры из картинного пласта. Контур силуэтом структурирует тело и окружающее его пространство. Линия, контрастом с цветовыми плоскостями, моделирует форму. Ритмический строй локальных красочных масс обретает светоносность от соседства с чёрным. В живописных произведениях Вайнман-Стожаровой, обнаженные модели вовлечены в солнечную круговерть — при любом освещении, будь то контрастный полдень, или мягкие сумерки, в движении света, очевидна их эпическая статика. «Избегайте движения в позах, пусть каждая из ваших фигур будет в статичном состоянии» — писал Гоген. И. С. Белят проводит параллель между творческим подходом в работе с обнаженной моделью Гогена и Вайнман-Стожаровой, указывая на что акцентировали внимание художники в своем творчестве. В работах художницы присутствует тот «спокойный уверенный взор, достоинство осанки, гордость походки, гибкие сильные округлые ноги, густые волосы…», которые являются женской сущностью в творчестве Гогена, нашедшего это явление в органичной природной среде. По мнению И. С. Белят, это все реже встречается и в жизни и в искусстве.
Художник А. С. Заславский, в своей статье «Страсть и любовь Галины Вайнман-Стожаровой» писал, что в изображении женских моделей для художницы характерна мощная, решительная линия, «отбрасывающая» все мелочи, поиск крупной формы, более раскованной и свободной, внезапность цвета, которая диктуется восприятием живой модели, а также экспрессия образов и пластического языка. Это искусство, своим воздействием, переносит зрителя из повседневности в мир страсти и любви.
По мнению художника и директора Музея Нонконформистского Искусства Е. М. Орлова, Вайнман-Стожарова работает в традициях неофициального искусства, ближе всего к Арефьевской группировке. Её пейзажи тяготеют именно к традиции ленинградской неофициальной культуры наряду с такими художниками, как В. Н. Шагин и Р. Р. Васми.

## Оценки творчества
Искусствовед, заведующий отделом новейших течений Центрального выставочного зала «Манеж», Л. А. Скобкина писала: «Хотя Галина никогда не занималась скульптурой, в её работах очевидно влияние Матвеевской школы: смелые скульптурные формы, мощные силуэты. Несомненно, пластическое чувство было воспитано в художнице с детства. Однако её призванием стала живопись. Талантом живописца Галина Вайнман-Стожарова одарена сполна. Именно дар — сильный и индивидуальный — то первое, что захватывает в работах художницы с первого знакомства».
Художник А. С. Заславский писал о Галине Вайнман-Стожаровой: «Первое, что поражает в работах Вайнман-Стожаровой, особенно в обнаженных моделях и в портретах — это способность видеть большую форму. Умение вычленить главную пластическую тему модели и выразить её уверенными живописными средствами, говорит о знакомстве художника с мировой пластической культурой. Её профессионализм в этих работах самого высокого качества. Она знает, что реальное бытийное пространство и художественно-пластическое пространство — это разные вещи и она умеет преобразить реально увиденное пространство в пространство пластическое. Проще говоря, она умеет нарисовать модель, а не сфотографировать, или намазать краской (…) Цвет яркий, не столько для того, чтобы создать жизнерадостный колорит, — сколько для того, чтобы попытаться живописными средствами выразить почти осязательный восторг от общения с предметом, с группой предметов, с индивидуальными качествами предметов. Цвет не показывает окраску предмета и не выражает какое-нибудь частное переживание, он выражает большое удовлетворение от того, что предмет просто существует и его можно изобразить среди других предметов. Здесь осуществляется все та же скульптурная мощь, что и в работе с моделью.»
В своей статье «Вне времени» искусствовед И. С. Белят писала: «Галина Вайнман-Стожарова обладала даром магического соприкосновения с бурной энергией природы, которая прорастала и цвела в её натюрмортах и пейзажах, но именно в ню, как кажется, воплотилась сущность её таланта — поистине языческое поклонение силе жизни. Тут можно предположить невольное влияние родителей — известных скульпторов: ведь скульптура ограничена только фигурными изображениями и трехмерна по определению. Модели Галины подчеркнуто пластичны, объемны, они кадрированы крупным планом, приближены к зрителю, им тесно в масштабах холста; рама обрезает их и, тем самым, зрительно увеличивает. Характерна фрагментарность голов, что очередной раз напоминает о первобытных хранительницах домашнего очага с их мощным телом и рудиментарными головками (…)».
Галина Вайнман-Стожарова исповедовала романтические ценности модернизма: свободу, жизнь как творчество, одиночество, социальную непричастность, вечную молодость, одержимость творчеством.

## Выставки
- 2013 — «Молодость и свобода. Галина Вайнман-Стожарова», Музей Нонконформистского Искусства, Каталог, Санкт-Петербург, Россия
- 2012 — «Галина Вайнман-Стожарова. Живопись. Выставка памяти художника», Арт-галерея Матисс-клуб, Санкт-Петербург, Россия
- 2010 — «Крупным планом. Галина Вайнман-Стожарова», Центральный выставочный зал «Манеж», Малый зал, Каталог, Санкт-Петербург, Россия
- 2009 — IX Международная биеннале современного искусства «Диалоги» (мини персон. выставка), Центральный выставочный зал «Манеж», Санкт-Петербург, Россия
- 2008 — «Диалог. Модель в диалоге с подзаголовками газет», галерея «Борей», Каталог, Санкт-Петербург, Россия
- 2007 — «Неуходящее лето. Галина Вайнман-Стожарова», Государственный музей истории Санкт-Петербурга, Каталог, Санкт-Петербург, Россия
- 2007 — «Галина Вайнман-Стожарова. Живопись», Музей Нонконформистского Искусства, Каталог, Санкт-Петербург, Россия
- 2007 — участие в выставке «Москва — Санкт-Петербург», Выставочный зал Санкт-Петербургского Союза художников, Санкт-Петербург, Россия
- 2007 — VIII Международная биеннале современного искусства «Диалоги» (мини персон. выставка), Центральный выставочный зал «Манеж», Санкт-Петербург, Россия
- 2006 — участие в III Международной биеннале графики, Центральный выставочный зал «Манеж», Санкт-Петербург, Россия
- 2005 — «Полеты. Каждая новая картина для меня — это ещё один полёт.», галерея С.П.А.С., Санкт-Петербург, Россия<ref name="Matisse-club Raskin">
- 2005 — VII Международная биеннале современного искусства «Диалоги» (мини персон. выставка), Центральный выставочный зал «Манеж», Санкт-Петербург, Россия
- 2003 — участие в выставке посвящённой 300-летию Санкт-Петербурга, Центральный выставочный зал «Манеж», Санкт-Петербург, Россия
- 2003 — VI Международная биеннале современного искусства «Диалоги» (мини персон. выставка), Центральный выставочный зал «Манеж», Санкт-Петербург, Россия
- 2001 — «Художественные династии. Династия художников Вайнман — Харламова» , Центральный выставочный зал «Манеж», Санкт-Петербург, Россия
- 2001 — Галерея «Ан дер стайге цвай», Майнц, Германия
- 2001 — V Международная биеннале современного искусства «Диалоги» (мини персон. выставка), Центральный выставочный зал «Манеж», Санкт-Петербург, Россия
- 2001 — участие в выставке «Москва-Петербург», Большой Манеж, Москва, Россия
- 1999 — IV Международная биеннале современного искусства «Диалоги» (мини персон. выставка), Центральный выставочный зал «Манеж», Санкт-Петербург, Россия
- 1998 — участие в выставке «Портрет», Государственный Русский Музей, Михайловский дворец, Санкт-Петербург, Россия
- 1998 — Галерея «Цунге» Берлин, Германия
- 1997 — участие в выставке «Связь времён», Центральный выставочный зал «Манеж», Санкт-Петербург
- 1997 — III Международная биеннале современного искусства «Диалоги» (мини персон. выставка), Центральный выставочный зал «Манеж», Санкт-Петербург
- 1996 — Галерея «Артифиция», Берлин, Германия
- С 1995 по 2012 — участие в ежегодной выставке «Весь Петербург», Центральный выставочный зал «Манеж», Санкт-Петербург, Россия
- С 1965 года участвует в квартирных выставках, Ленинград

## Музейные собрания
- Музей искусства Санкт-Петербурга ХХ-ХХI, Санкт-Петербург, Россия
- Государственный музей истории Санкт Петербурга, Санкт-Петербург, Россия
- Музей Вилла Хаисс, Целл ам Хармерсбах, Германия[нем.]